# Очарованная сценой
«Очарованная сценой» (англ. Stage Struck) — американская мелодрама режиссёра Сидни Люмета по пьесе Зои Эйкинс. Премьера фильма состоялась 22 апреля 1958 года. Ремейк драмы режиссёра Лоуелла Шермана «Утренняя слава» / «Проснулась знаменитой» (1933). Слоган фильма: «Каждую ночь об этом грезят тысячи женщин» (англ. Ten thousand girls dream her dream every night). Дебютный фильм для актёров Кристофера Пламмера, Джека Уэстона и Роджера Кармела.

## Сюжет
Едва прибыв в Нью-Йорк из Среднего Запада, романтически настроенная Ева убеждена, что она станет величайшей актрисой Бродвея. Будучи не особо одарённой, но весьма нахальной, девушка очаровывает маститого продюсера Льюиса Истона и драматурга Джо Шеридана. Тернистый путь осуществления её девичьих грёз начинается, когда Ева заменяет темпераментную актрису Риту Вернон в постановке новой пьесы Шеридана.

## В ролях
- Генри Фонда — Льюис Истон
- Сьюзан Страсберг — Ева Лавлейс
- Джоан Гринвуд — Рита Вернон
- Герберт Маршалл — Роберт Харли Хиджес
- Кристофер Пламмер — Джо Шеридан
- Дэниэл Око — Константин
- Пэт Харрингтон-мл. — Бенни
- Фрэнк Кампанелла — Бенни
- Джон Фидлер — Эдриан
- Джек Уэстон — Фрэнк
- Салли Грейси — Элизабет
- Нина Хансен — Реджина
- Гарольд Грау — портье
- Стив Франкен — доброжелатель в раздевалке (в титрах не указан)[3]

## Съёмочная группа
- Режиссёр-постановщик: Сидни Люмет
- Сценаристы: Огастес Гетц, Рут Гет
- Продюсер: Стюарт Миллар
- Композитор: Алекс Норт
- Операторы: Морис Харцбанд, Франц Планер
- Монтажёр: Стюарт Гилмор
- Художник-постановщик: Ким Суодос
- Художник по костюмам: Мосс Марби
- Звукорежиссёры: Джеймс Э. Глисон, Терри Келлам